# Ziegenhain (Adelsgeschlecht)

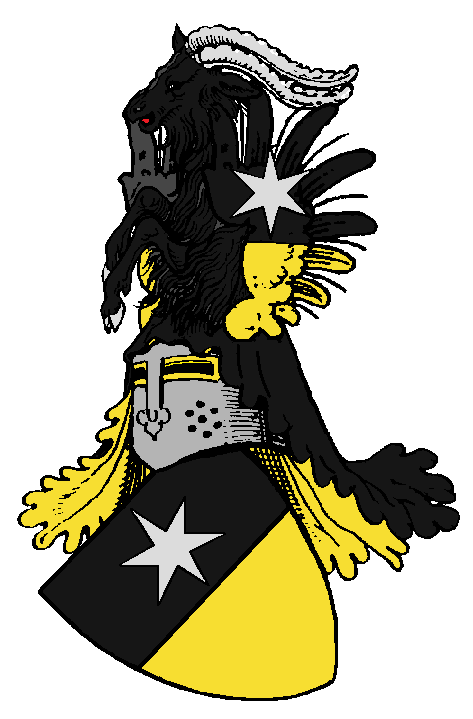
Wappen der Grafen von Ziegenhain

Die Grafen von Ziegenhain stammen aus der Familie der Grafen von Reichenbach. Spätestens seit dem Jahr 1144 nannten sie sich nach der von Gottfried I. erbauten Burg Ziegenhain „Grafen von Cigenhagen“. Gelegentlich nannten sie sich von 1144 bis 1220 auch Grafen von Wegebach, einer erstmals 1144 urkundlich erwähnten und 1308 „villa“ genannten Siedlung 1 km nördlich von Ziegenhain, in der Gottfried I. zunächst residierte und die etwa Ende des 15. Jahrhunderts zur Wüstung wurde.

## Geschichte
Im 12. Jahrhundert bauten die Grafen von Ziegenhain auf der Grundlage einer Vogtei über das Kloster Fulda sowie von Allodbesitz, Reichsgut und Mainzer, Fuldaer und Hersfelder Lehen ein Herrschaftsgebiet zwischen Burgwald und Knüll auf, die Grafschaft Ziegenhain, deren Gebiet Niederhessen fast vollständig von Oberhessen trennte. Die Vogtei über das Kloster Fulda war mit Gozmar I. erstmals im Besitz der Familie und wurde erblich.
Gozmar III. († 1184) verheiratete seine Tochter Luckardis mit Friedrich von Thüringen, dem dritten Sohn des Ludowinger Landgrafen Ludwig II. von Thüringen. Aus dieser Ehe entstanden erhebliche Schwierigkeiten, da Friedrich nun Ansprüche auf die Grafschaft Ziegenhain erhob. Die Auseinandersetzung wurde 1233 mit einem Vertrag beendet.
Schon 1205 erbte Ludwig I. die Grafschaft Nidda in der nördlichen Wetterau als Neffe des letzten Grafen von Nidda, Berthold II., der ohne männliche Erben verstarb. Diese beruhte im Kern auf einer Vogtei über Besitz des Klosters Fulda in dieser Gegend. Im Mai 1344 verkaufte Graf Johann I. für 7.100 Pfund Heller alle verbliebenen Rechte der fuldischen Vogtei an die Abtei selbst, womit, nach der Zahlung der gesamten Kaufsumme im Jahr 1346, diese Verbindung endgültig gelöst war. Allerdings behielten die Grafen das erbliche Amt des fuldischen Marschalls, zu dessen Aufgaben die Gerichtsbarkeit über die fuldische Ritterschaft, der Vorsitz auf Landtagen und das Aufgebot des Lehnsadels und der Ministerialen gehörten.
Ludwig I. war ein Parteigänger der Staufer. Seine Anwesenheit im Umkreis Philipps von Schwaben ist mehrfach bezeugt: 1205 in Nürnberg, 1206 in Boppard, 1207 in Jülich und im gleichen Jahr auf dem Hoftag in Gelnhausen. Zusammen mit anderen Verwandten schenkte er 1207 das Kloster Reichenbach dem Deutschen Orden. Der jüngste Sohn Ludwigs I., Burkhart von Ziegenhain, hatte zahlreiche kirchliche Würden inne und wurde schließlich 1247 Erzbischof von Salzburg. Seine beiden älteren Brüder, Gottfried IV. und Berthold I. regieren die Grafschaften Ziegenhain und Nidda  gemeinsam, aber ihre Söhne nahmen eine Landesteilung vor: Ludwig II. erhielt die Grafschaft Nidda, in der ihm sein Sohn Engelbert I. folgte, und Gottfried V. die Grafschaft Ziegenhain, die er seinem Sohn Gottfried VI. vererbte. Im Jahre 1330 kam es zur erneuten Vereinigung beider Landesteile, nachdem Johann I. von Ziegenhain, Sohn Gottfrieds VI., 1311 die Erbtochter Lukardis (Luitgart) des letzten Niddaer Grafen aus dem Hause Ziegenhain, Engelbert I., geheiratet hatte.
Der letzte Graf von Ziegenhain, Johann II. („der Starke“), starb 1450 ohne männliche Erben, was zu einer langen und erbitterten Auseinandersetzung zwischen den beiden potentiellen Rechtsnachfolgern, Landgraf Ludwig I. von Hessen und dem Haus Hohenlohe, führte. Der Erbstreit dauerte bis 1495 und endete mit dem Sieg Hessens. Die Hohenloher erhielten eine Abfindung von 9000 Gulden, führten den sechsstrahligen Ziegenhainer Stern weiterhin in ihrem Wappen und behielten den begehrten Grafentitel. Das Haus Hessen führte seit dieser Zeit den Titel „Graf zu Ziegenhain, Graf zu Nidda“.

## Bekannte Mitglieder des Hauses Ziegenhain
- Gottfried I. († 1168), Begründer des Hauses Ziegenhain
- Gozmar III. († 1184), Sohn und Nachfolger Gottfrieds I., Opfer des Erfurter Latrinensturzes
- Burkhart von Ziegenhain († 1247), 1240 Dompropst von Fritzlar, 1247 Erzbischof von Salzburg
- Johann I. († 1359), Graf von Ziegenhain und Nidda
- Gottfried VII. († 1372), Graf von Ziegenhain und Nidda, Hauptmann des Sternerbunds
- Gottfried VIII. († 1394), Graf von Ziegenhain und Nidda, Hauptmann des Sternerbunds
- Otto († 1430), 1419–1430 Erzbischof von Trier
- Johann II. († 1450), Bruder Ottos, letzter seines Hauses

## Wappen

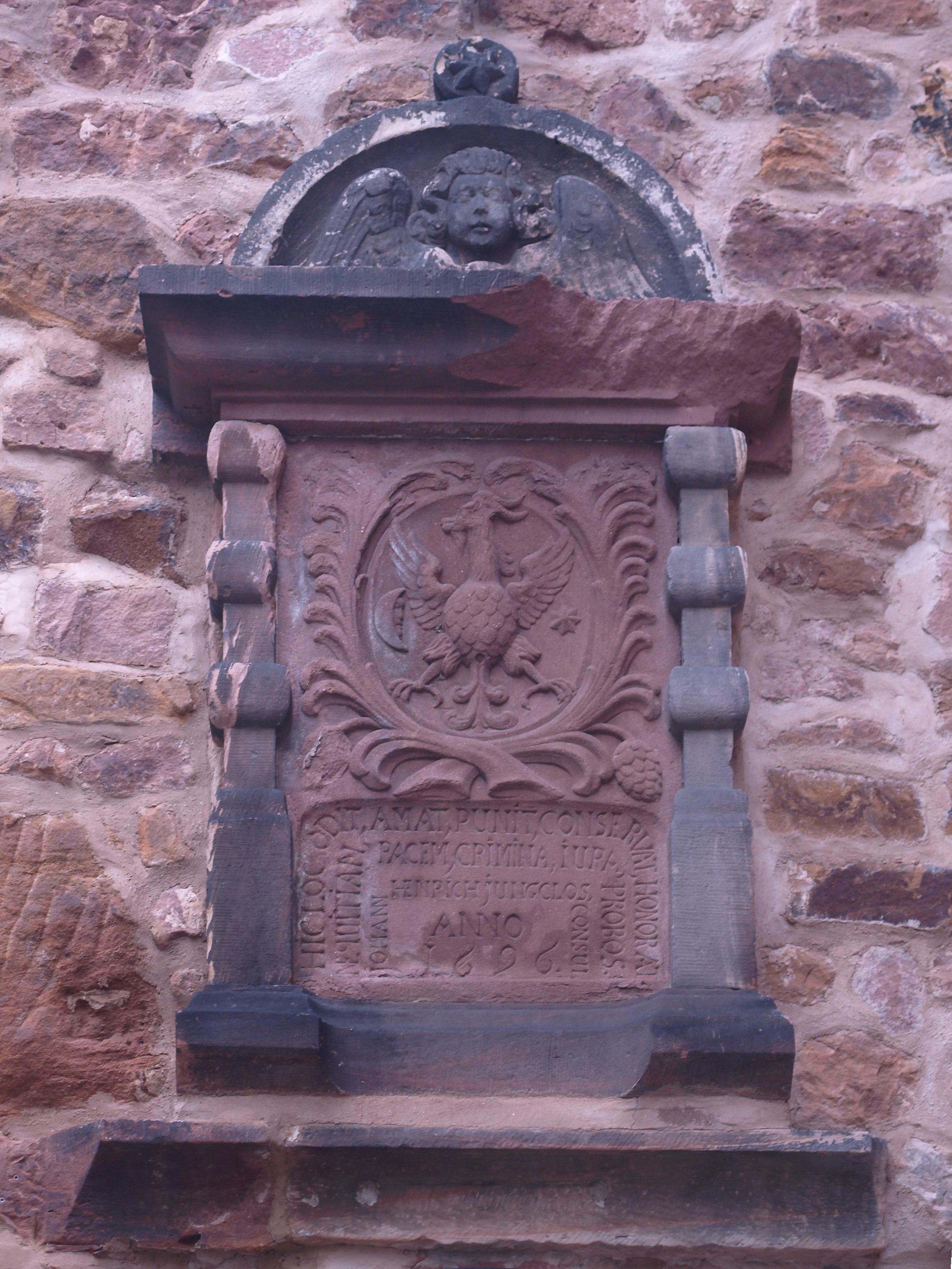
Der Ziegenadler auf einem Wappenstein von 1696, am Rathaus in Treysa

Das Wappen der Grafen zierte bis 1350 der Ziegenkopfadler, später ein sechsstrahliger silberner Stern im schwarz und gold (gelb) geteilten Schild.

Wappen der Grafen von Ziegenhain

Der Ziegenkopfadler blieb als Helmzier bewahrt: Auf dem Helm mit schwarz-goldenen Decken ein wachsender silbern bewehrter schwarzer Ziegenbock zwischen einem wie der Schild tingierten und mit je einem silbernen sechsstrahligen Stern belegten Flug. Die Helmzier wurde früher auch als geflügelter wachsender Ziegenbock dargestellt. So zum Beispiel auf der Grabplatte des Ziegenhainer Grafen Johann I. († 1359) in der Kirche des ehemaligen Zisterzienserklosters Haina.
Der Ziegenkopfadler blieb auch bis in die Gegenwart ein bestimmender Bestandteil der Städtewappen im Bereich der ehemaligen Grafschaft Ziegenhain (z. B. Neukirchen oder Schwarzenborn).

## Sagen
- Ludwig Bechstein: Der Graf von Ziegenhain[5]